# Easley (Carolina do Sul)
Easley é uma cidade localizada no estado norte-americano da Carolina do Sul, no Condado de Pickens.

## Demografia
Segundo o censo norte-americano de 2000, a sua população era de 17.754 habitantes.
Em 2006, foi estimada uma população de 19.194, um aumento de 1440 (8.1%).

## Geografia
De acordo com o United States Census Bureau tem uma área de
27,6 km², dos quais 27,6 km² cobertos por terra e 0,0 km² cobertos por água. Easley localiza-se a aproximadamente 319 m acima do nível do mar.

## Localidades na vizinhança
O diagrama seguinte representa as localidades num raio de 16 km ao redor de Easley.